# Zamach podczas maratonu w Bostonie (2013)

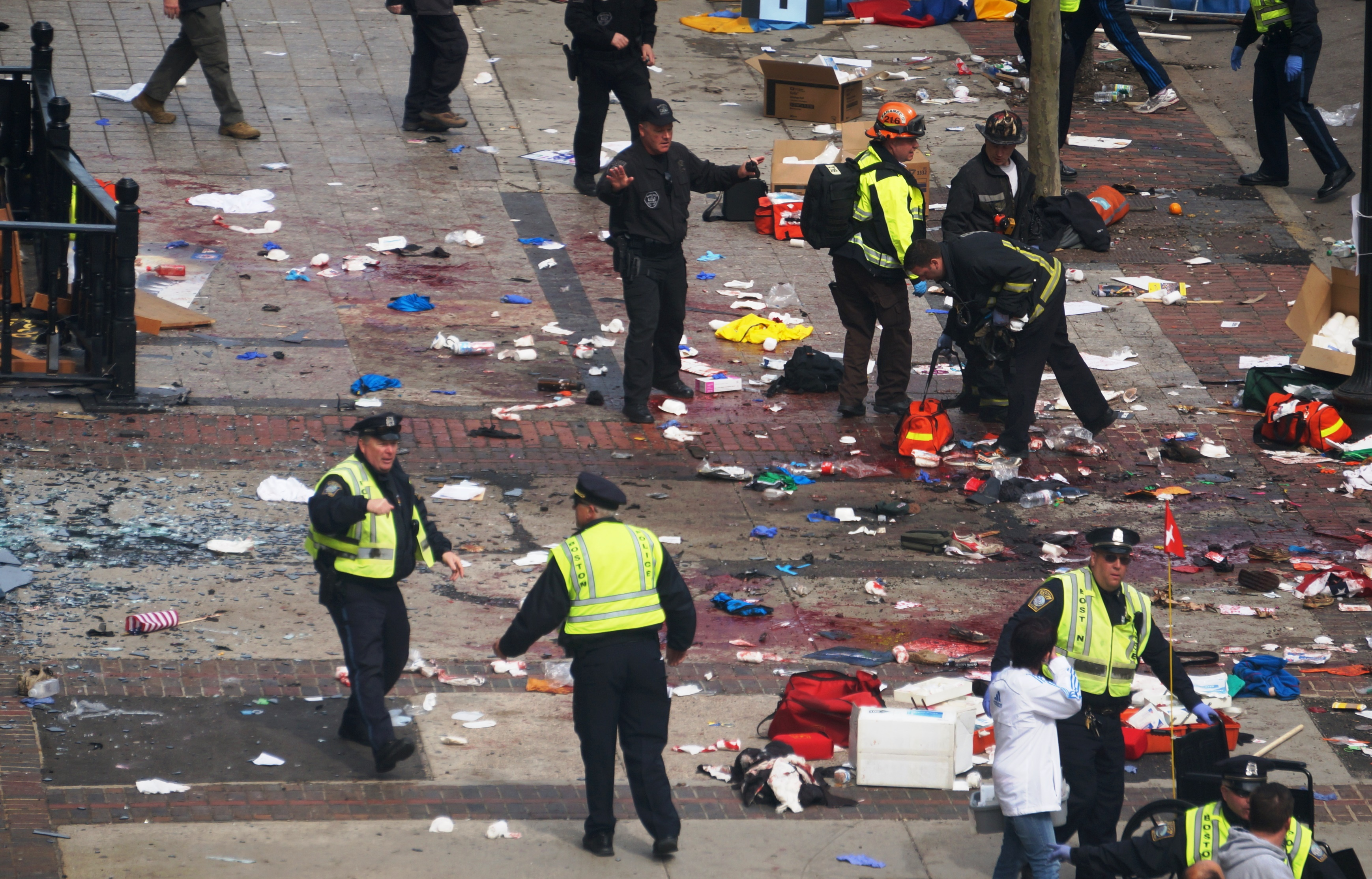
Policja i personel służb ratowniczych na miejscu zdarzenia

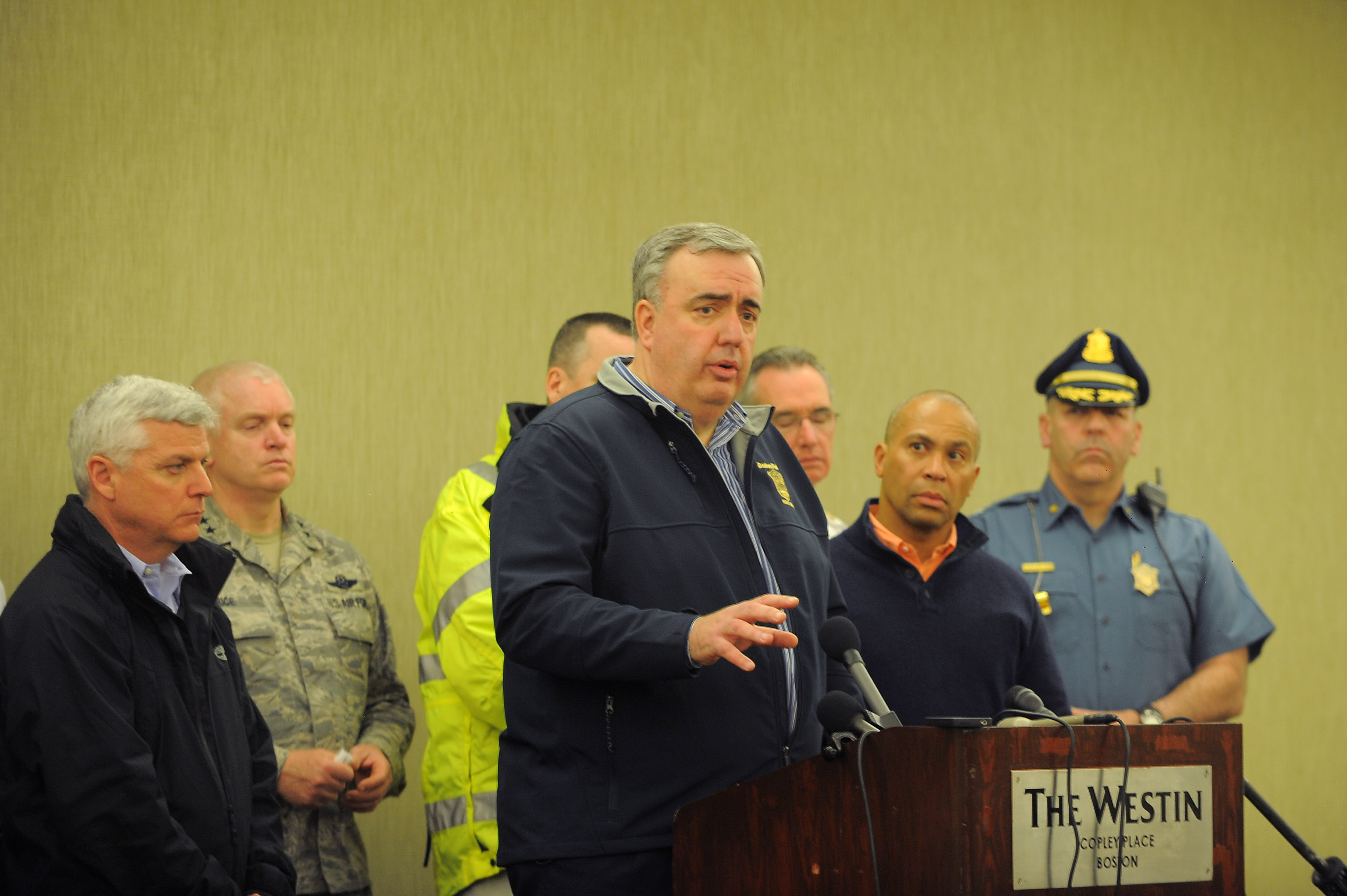
Konferencja prasowa komisarza bostońskiej policji Edwarda F. Davisa, zwołana 15 kwietnia o godz. 18:00, w związku z wybuchami na trasie maratonu. Drugi od prawej – gubernator stanu Massachusetts Deval Patrick

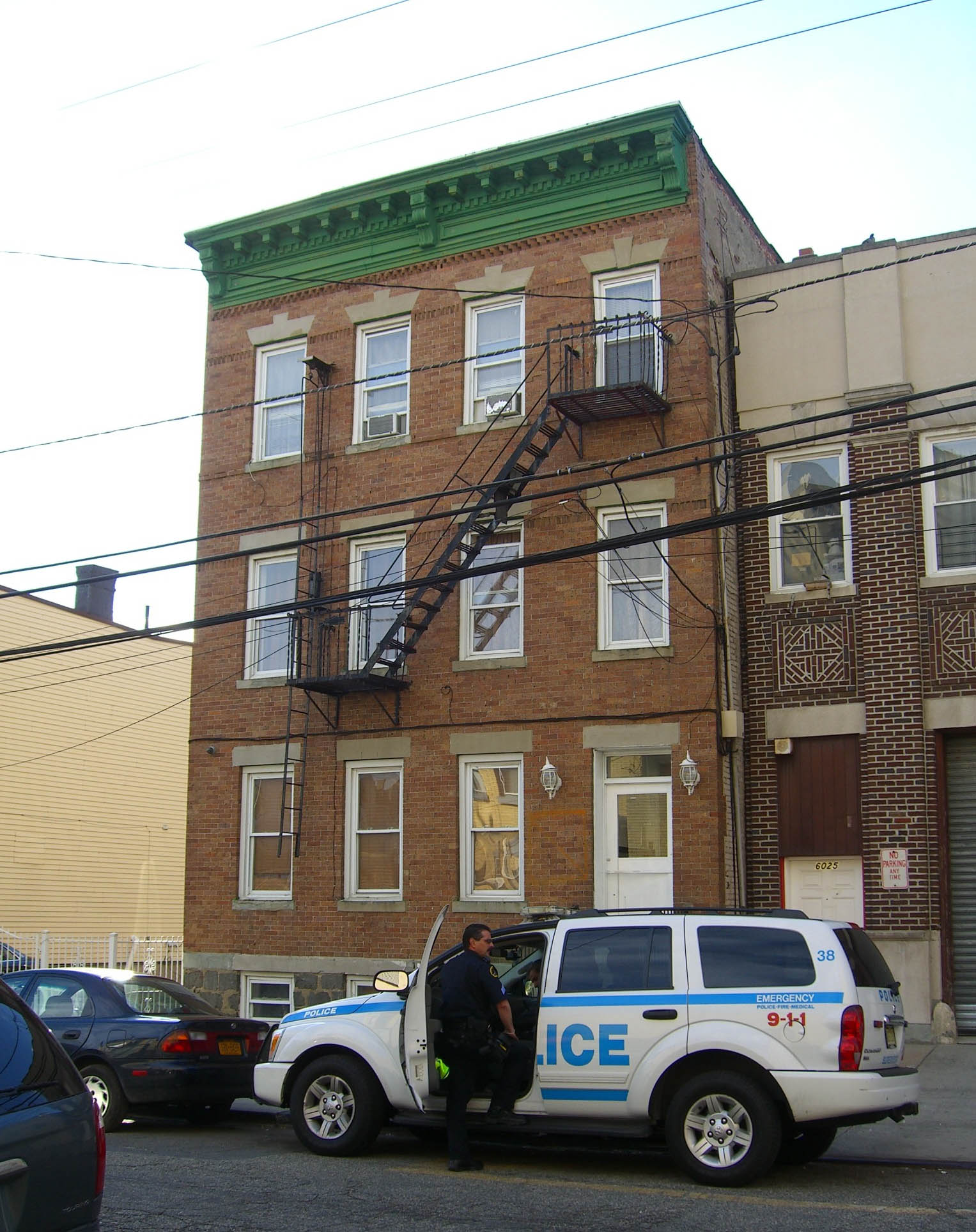
West New York (New Jersey) – mieszkanie jednej z sióstr podejrzanych – Aliny Carnajewej – zostało przeszukane przez FBI, policję i szeryfa hrabstwa Hudson. Policja przejęła i zabezpieczyła komputer należący do siostry podejrzanych, łącznie z danymi znajdującymi się na dysku twardym

Zamach podczas maratonu w Bostonie – zamach, który miał miejsce 15 kwietnia 2013 roku, ok. godz. 14:49 czasu lokalnego (20:49 czasu polskiego), w czasie trwania maratonu w Bostonie, w stanie Massachusetts (Stany Zjednoczone). Do wybuchu dwóch bomb doszło przy Boylston Street, niedaleko Copley Square. Zginęły trzy osoby, a 264 zostały ranne. Trzy dni później (18 kwietnia), w trakcie obławy, został zastrzelony policjant.

## Eksplozje
Chwilę przed wybuchem na miejscu zdarzenia były przeprowadzone ćwiczenia z użyciem przeszkolonych psów tropiących, a cała okolica była usiana ludźmi w mundurach. Uczestnicy biegu zostali poproszeni o zachowanie spokoju i poinformowani, że to jedynie ćwiczenia.
Dwie bomby wybuchły w odległości około 170 metrów od siebie, zabijając trzy osoby i raniąc 264. Przez pierwsze dni mówiono o 183 rannych. Z nagrań ukazujących moment zamachu wynika, że pomiędzy eksplozjami nastąpiła przerwa około 12 sekund. Pierwsza bomba znajdowała się przy 671 Boylston Street, niemal tuż przy linii mety. Druga bomba znajdowała się jeden blok dalej od linii. Funkcjonariusze pracujący na miejscu zdarzenia uznali, że bomby były domowej produkcji, a znajdujące się w nich kulki łożyskowe sprawiły, iż zadziałały jak granaty odłamkowe.

## Ofiary
W wyniku zamachu śmierć poniosły trzy osoby, w tym 8-letni mieszkaniec Bostonu Martin Richard. Do szpitali trafiły 264 osoby, w tym co najmniej 15 w stanie krytycznym. 10 poszkodowanych zostało pozbawionych kończyn. Pomoc poszkodowanym była udzielona w 26 placówkach medycznych. W dniu 22 kwietnia w szpitalach przebywało jeszcze 48 osób.
18 kwietnia, w trakcie obławy, został zastrzelony policjant.

## Zachowanie bezpośrednio po zamachu

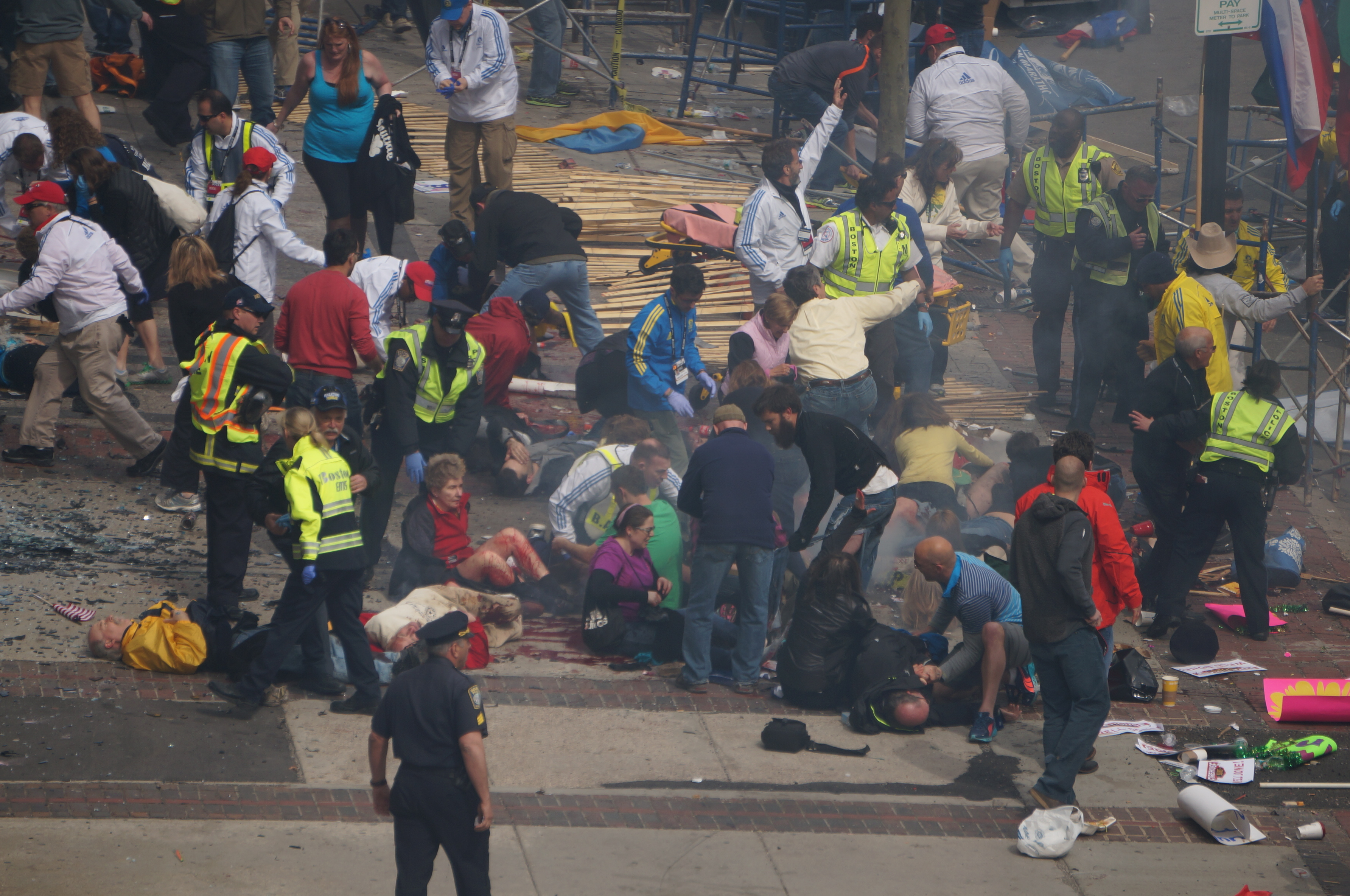
Miejsce wybuchu niedługo po ataku

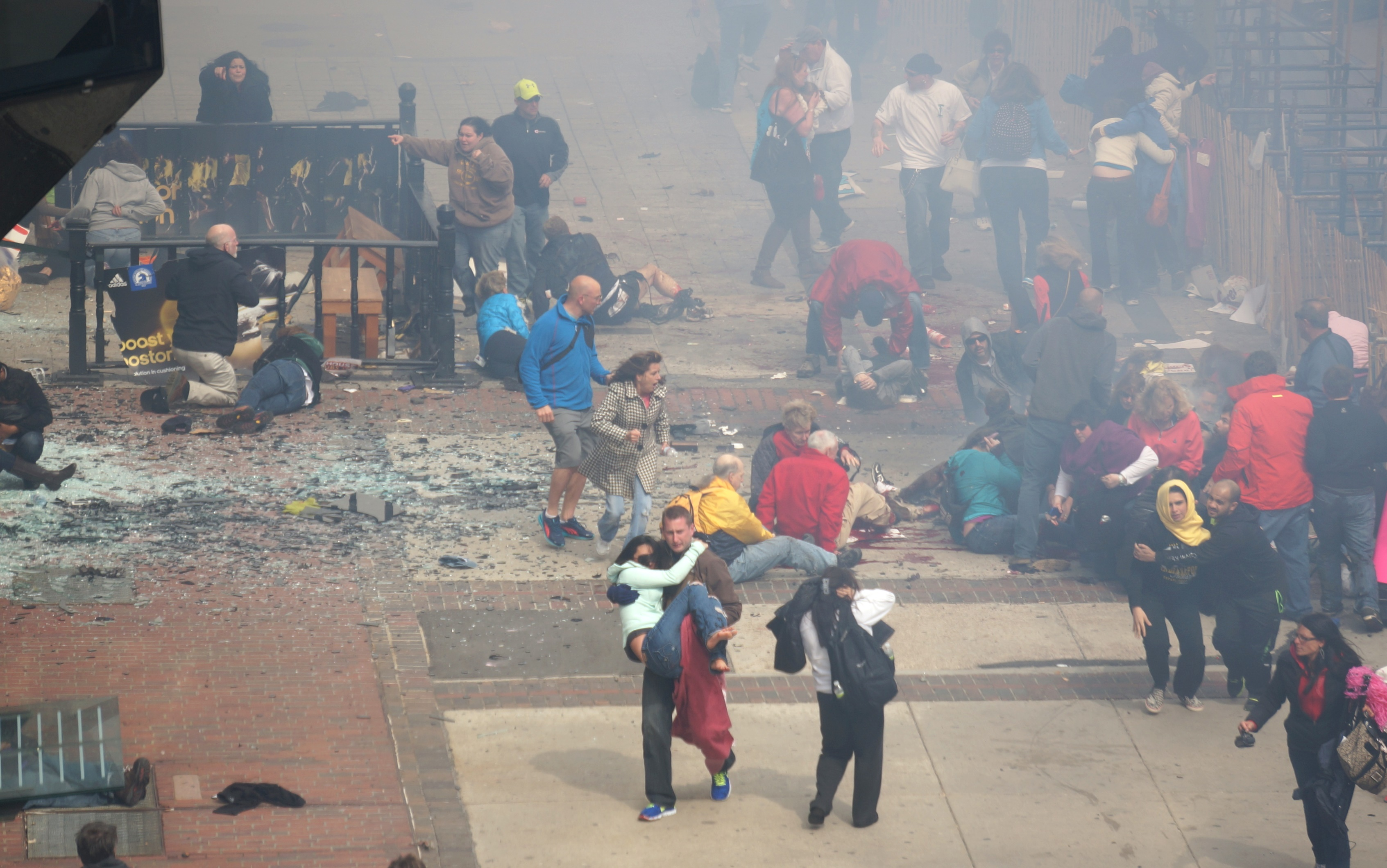
Ewakuacja rannych z miejsca ataku

Tuż po wybuchach ratownicy, obserwatorzy i pozostali uczestnicy maratonu ruszyli na pomoc poszkodowanym. Maraton został przerwany, a biegacze, którzy nie dotarli jeszcze do linii mety zostali skierowani przez policję do parku Boston Common i Kenmore Square. Pobliski hotel Lenox również został ewakuowany. Okolica została zamknięta przez policję i saperzy przystąpili do przeszukiwania terenu. Saperzy znaleźli w okolicach kilka podejrzanych pakunków, na jednym z nich przeprowadzili kontrolowaną eksplozję w pobliżu 600 Boylston Street.
Federalna Administracja Lotnictwa ograniczyła ruch w strefie powietrznej nad Bostonem oraz nakazała wstrzymanie ruchu na lotnisku Logana; w celu uniemożliwienia zdalnej detonacji ewentualnych materiałów wybuchowych na terenie miasta ograniczono zasięg telefonii komórkowej. Nowojorska policja podniosła poziom zagrożenia i skierowała pojazdy antyterrorystyczne w okolice punktów orientacyjnych na Manhattanie; Secret Service zaostrzyło również ochronę wokół Białego Domu.

## Śledztwo
Śledztwo było prowadzone przez Federalne Biuro Śledcze (FBI) wraz z Centralną Agencją Wywiadowczą (CIA) i Krajowym Centrum ds. Antyterroryzmu.

## Wytypowanie i ujęcie podejrzanych o przeprowadzenie zamachu
Krótko po zamachu władze wytypowały podejrzanie zachowującego się studenta z Arabii Saudyjskiej, który szybko próbował uciec z miejsca zdarzenia. Po przesłuchaniu i przeszukaniu mieszkania Saudyjczyk został oczyszczony z podejrzeń.
18 kwietnia funkcjonariusze Federalnego Biura Śledczego poprosili o pomoc społeczną zarówno przed publikacją, jak i po publikacji fotografii oraz materiałów wideo prezentujących dwóch podejrzanych o przeprowadzenie zamachu. Tego samego dnia dzięki zaangażowaniu lokalnej społeczności udało się ich zidentyfikować. Agenci FBI zdecydowali, że chodzi o braci Dżochara i Tamerlana Carnajewów. Pierwszy z nich jest obywatelem amerykańskim, drugi – był (nie żyje) obywatelem rosyjskim i posiadał tzw. zieloną kartę (obaj pochodzenia czeczeńsko-awarskiego).
Reakcja władz była natychmiastowa. Zwierzchnicy sił policyjnych w Bostonie (Boston Police Department) wydali zakaz opuszczania domów i poruszania się w miejscach publicznych w wyznaczonym rejonie obławy policyjnej na terenie Bostonu. Oficjalnym powodem podjęcia takiej decyzji było zapewnienie ludziom postronnym bezpieczeństwa i nie narażanie ich na przypadkowy atak ukrywającego się domniemanego zamachowca. W związku z powyższym reporterzy i dziennikarze również nie mieli możliwości poruszania się po tym obszarze, co w konsekwencji doprowadziło do sytuacji, w której społeczeństwo nie poznało rzetelnego, dokładnego obrazu działań przeprowadzanych podczas obławy, zastosowanych metod oraz okoliczności zatrzymania podejrzanych o dokonanie zamachu. Pewną rekompensatą były relacje (oraz zdjęcia) postronnych obserwatorów, którzy byli świadkami omawianych zdarzeń. Jeden z nich opisywał strzelaninę, która wywiązała się w nocy 19 kwietnia (we wczesnych godzinach rannych) w Watertown na przedmieściach Bostonu, pomiędzy Tamerlanem a policją, przy czym Dżochar był w tym czasie obok niego. Obaj bracia kryli się za skradzionym wcześniej samochodem typu SUV. W pewnym momencie jeden z nich odpalił ładunek wybuchowy, który wytworzył dużą ilość dymu. Po tym zdarzeniu starszy z braci miał biec w kierunku strzelających policjantów, a młodszy w tym czasie wsiadł do samochodu i przebił się przez blokadę policyjną. Jedni świadkowie wskazują, że zginął w wyniku strzelaniny, inny – że przejechał po nim samochód kierowany przez funkcjonariusza policji, oficjalna wersja mówi, iż za kierownicą samochodu, który miał zmiażdżyć ciało Tamerlana siedział sam Dżochar. Lekarze, którzy przyjęli na oddział ciężko rannego Tamerlana (zmarł w szpitalu w Bostonie) powiedzieli, że nie zobaczyli jakichkolwiek obrażeń, które świadczyłyby o tym, że został przejechany przez samochód. Autopsja jednak wykazała, że prócz ran postrzałowych Tamerlan posiadał tępy uraz głowy i tułowia.
Kilkanaście godzin po ujęciu ciężko rannego Tamerlana – 19 kwietnia około godziny 20:45 policjanci zatrzymali 19-letniego Dżochara, który ukrywał się na łodzi zacumowanej na tyłach jednorodzinnego domu. Jej właściciel, po zauważeniu śladów krwi, o godzinie 17:45 zadzwonił pod numer 911 i poinformował policję o swoich podejrzeniach. W czasie akcji ujęcia 19-latek odniósł wiele ran postrzałowych. 25 kwietnia agencja Associated Press podała, wbrew wcześniej rozpowszechnianym informacjom, że przy Carnajewie nie znaleziono żadnej broni. Łódź na której się ukrył została podziurawiona jak sito – w kierunku nastolatka policjanci oddali kilkadziesiąt strzałów. Komisarz bostońskiej policji Ed Davis podczas konferencji zorganizowanej po jego ujęciu wskazywał, iż podejrzany nie reagował na wezwanie do poddania się. Istnieje jednak duże prawdopodobieństwo, że był już wówczas tak poważnie ranny, że nie był w stanie odpowiedzieć na apele policjantów. Rany odniósł podczas pierwszego starcia z policją, w którym uczestniczył wspólnie z bratem. Właściciel łodzi mówił, że Dżochar leżał w kałuży krwi, a wartym nadmienienia jest fakt, że jego zeznania dotyczyły okoliczności jakie miały miejsce ponad 2 godziny przed akcją policji.
Po wyciągnięciu z łodzi dziewiętnastolatka przewieziono do szpitala. Miał rany postrzałowe głowy, szyi, nóg i ręki. Jego stan określono jako ciężki. W związku z tym, iż stan zdrowia Dżochara Carnajewa nie pozwolił na przewiezienie go do sądu, został umieszczony w bostońskim szpitalu Beth Israel Deaconess Medical Center, gdzie 22 kwietnia przedstawiono mu zarzuty użycia broni masowego rażenia oraz zmowy przestępczej z użyciem broni masowego rażenia skutkujących śmiercią oraz rozmyślnego zniszczenia mienia ze skutkiem śmiertelnym. Na pytania śledczych odpowiadał pisemnie lub kiwając głową. Inny sposób komunikacji uniemożliwia rana postrzałowa w okolicy szyi.

## Reakcje

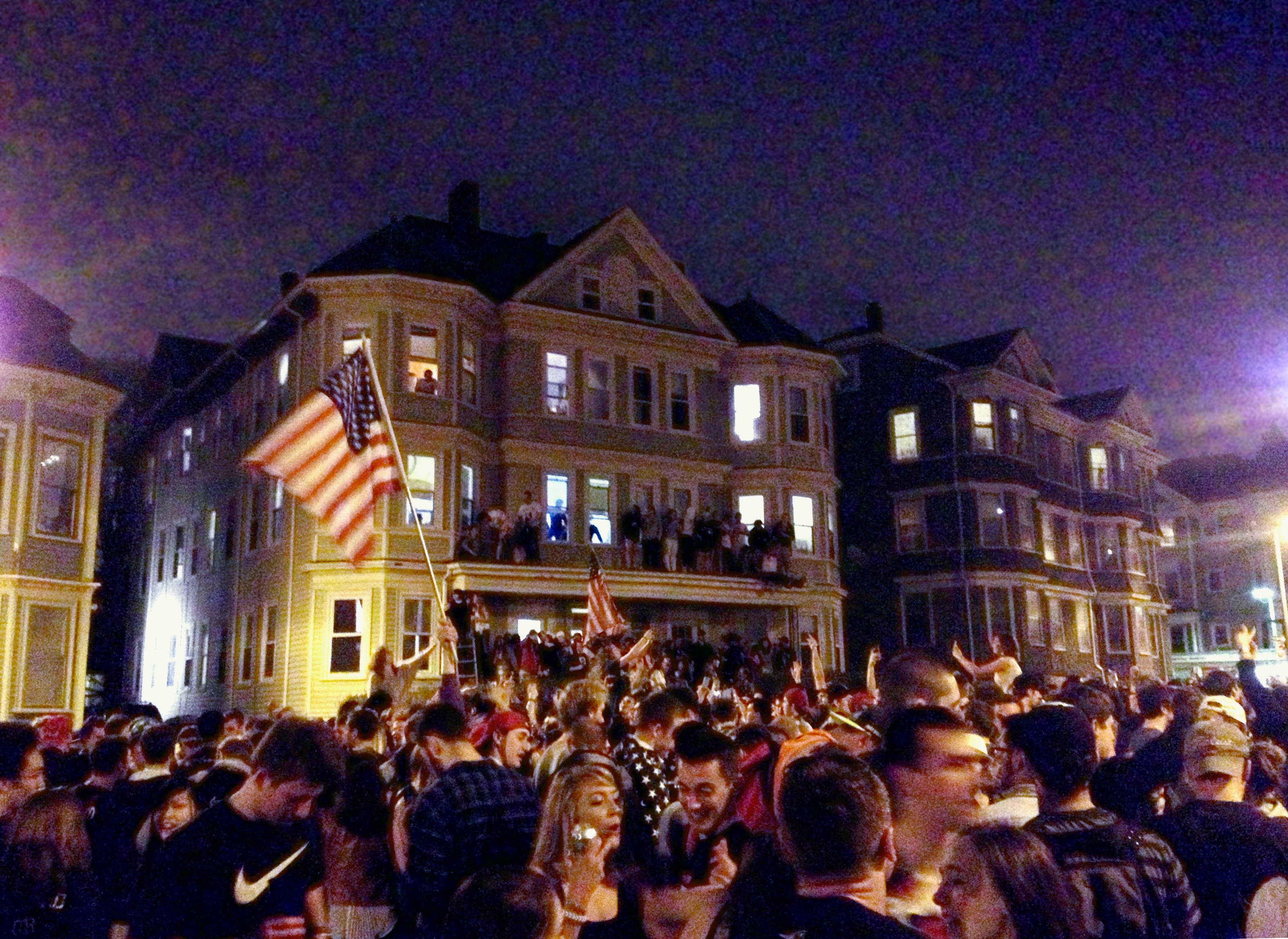
Studenci z Mission Hill świętujący po aresztowaniu drugiego podejrzanego

Stróże prawa, politycy – zarówno szczebla lokalnego, regionalnego, jak i krajowego oraz przedstawiciele wielu państw wkrótce po tragicznym zdarzeniu podjęli szybką reakcję, stosowną do okoliczności – potępiając akt terroru oraz składając wyrazy współczucia dla ofiar.
Prezydent Stanów Zjednoczonych Barack Obama, bezpośrednio po ataku, zwrócił się do narodu z odezwą. Powiedział, że w czasie gdy sprawcy pozostają nieznani, rząd „dotrze do sedna sprawy” (ang. „get to the bottom of this”) i ci, którzy są za to odpowiedzialni „poczują całą siłę sprawiedliwości” (ang. „will feel the full weight of justice”). Prezydent zwrócił się do Amerykanów ponownie następnego dnia. Określił wybuchy jako terroryzm, mówiąc: „Za każdym razem, gdy bomby są użyte przeciwko niewinnym obywatelom, jest to akt terrorystyczny” (ang. „Any time bombs are used to target innocent civilians, it is an act of terror.”). Prezydent wydał orędzie nakazujące opuszczenie flag państwowych do połowy do dnia 20 kwietnia na wszystkich budynkach rządowych jako „znak wyrazu szacunku dla ofiar bezsensownych aktów przemocy popełnionych 15 kwietnia 2013 w Bostonie w stanie Massachusetts” (ang. „a mark of respect for the victims of the senseless acts of violence perpetrated on April 15, 2013, in Boston, Massachusetts”).

## Opinie
Według ojca braci Carnajewów Anzora – prawnika, który mieszka w Dagestanie (kilka lat wcześniej wrócił do Rosji ze Stanów Zjednoczonych, gdzie pracował jako mechanik samochodowy) synowie są ofiarami amerykańskich służb. Utrzymuje on, że zadzwonili do niego zaraz po zamachu wskazując, że amerykańskie służby podejrzewają ich o jego dokonanie. Według relacji Anzora bracia zostali ostrzelani w czasie, gdy Tamerlan odwoził Dżochara do szkoły.
Matka podejrzanych o dokonanie zamachu, Zubejdat Carnajewa, twierdzi, że mężczyźni zostali „wrobieni przez władze” oraz że film przedstawiający nagiego mężczyznę aresztowanego tej samej nocy, w której schwytano podejrzanych o dokonanie zamachu, przedstawia Tamerlana Carnajewa (podobnie twierdzi ciotka podejrzanych Maret Carnajewa). Film pokazuje człowieka bez widocznych obrażeń, prowadzonego do radiowozu, przy czym bardzo przypomina on Tamerlana. Policja twierdzi, że starszy z braci został ciężko ranny, a następnie zmarł w szpitalu, natomiast zatrzymany człowiek, o którym wspominają członkowie rodziny, nie miał żadnego związku ze zdarzeniem i został wypuszczony
Była pracownica Federalnego Biura Śledczego Sibel Edmonds twierdzi, że obaj domniemani zamachowcy mogli zostać zrekrutowani przez FBI. Wyżej wymienioną sugestię o możliwej wewnętrznej operacji amerykańskiego rządu zdecydowanie odrzuciła dziennikarka Rachel Maddow.

## Kontrowersje
Tuż przed wybuchem dwóch bomb, nieopodal mety maratonu były przeprowadzone ćwiczenia z użyciem psów wyspecjalizowanych w wykrywaniu materiałów wybuchowych, a na pobliskich dachach można było dostrzec umundurowanych obserwatorów. Uczestnicy maratonu byli proszeni o zachowanie spokoju oraz powiadomieni, że to tylko ćwiczenia. Informacja taka została przekazana przez kilku świadków, w tym trenera biegów przełajowych, weterana wielu maratonów rozgrywanych na całym świecie (w tym Maratonu Londyńskiego) Alastaira Stevensona, który znajdował się w tym czasie w rejonie, w którym chwilę później eksplodowały ładunki wybuchowe. Umundurowani ludzie, o których wspominał m.in. Alastair Stevenson, zostali po czasie zidentyfikowani jako pracownicy prywatnej firmy wojskowej Craft International. Identyfikacja była możliwa dzięki licznym zdjęciom zamieszczonym w Internecie. Na konferencji prasowej zorganizowanej po zamachu władze (w tym gubernator stanu Massachusetts, burmistrz Bostonu oraz agent specjalny FBI odpowiedzialny za rejon Bostonu) na pytanie dziennikarza, czy przed wybuchami ładunków wybuchowych były przeprowadzone ćwiczenia, padła odpowiedź, że nie przeprowadzano „żadnych specjalnych działań” (ang. „no specific intelligence”) w sprawie ataku i żadne ćwiczenia nie miały miejsca poza środkami ostrożności specyficznymi dla tak dużej imprezy.
Jesienią 2011 Tamerlan Carnajew został umieszczony przez Amerykanów na liście osób podejrzanych o terroryzm oraz wymagających nadzoru, znanej jako TIDE (Terrorist Identities Datamart Environment). W tym samym czasie trafiła na nią matka Carnajewów. Na wyżej wymienionej liście, sporządzanej przez Narodowe Centrum Zwalczania Terroryzmu (NCC), w kwietniu 2013 r. znajdowało się około siedmiuset tysięcy nazwisk. Eksperci wskazywali wówczas, że lista z nazwiskami osób potencjalnie niebezpiecznych była zbyt duża. Podkreślali także, że taka sytuacja prowadzi do chaosu.
Starszy z braci, Tamerlan Carnajew, latem 2012 brał udział w warsztatach organizowanych przez Caucasus Fund, na których – według rosyjskiego dziennika Izwiestija – miał zostać zwerbowany przez tę organizację. Caucasus Fund jest ściśle powiązana z Jamestown Foundation, która z kolei jest powiązana amerykańską Centralną Agencją Wywiadowczą. Gazeta wskazywała, że głównym celem Caucasus Fund jest werbowanie młodych ludzi i intelektualistów na terenie północnego Kaukazu w celu zwiększenia ekstremizmu i niestabilności w południowej części Rosji. Izwiestija powoływała się na dokumenty, które wyciekły z Wydziału Kontrwywiadu Ministerstwa Spraw Wewnętrznych Gruzji.
Amerykańscy urzędnicy przyznali, że siły antyterrorystyczne Stanów Zjednoczonych zostały poinformowane, że „podejrzany bojownik” powrócił z długiej wyprawy do Rosji. Informacja została przekazana agencji rządowej U.S. Customs and Border Protection, wchodzącej w skład Departamentu Bezpieczeństwa Krajowego Stanów Zjednoczonych (ang. Department of Homeland Security).